# مونته‌لوکاست
مونته لوکاست (به انگلیسی: Montelukast)
رده درمانی: بلوک‌کننده لکوترینها.
اشکال دارویی: قرص
ایروکاست یا همان مونته لوکاست (Montelukast) برای پیشگیری از آسم و درمان علائم رینیت آلرژیک توصیه می‌شود. ایروکاست یک نوع دارو است که در دسته آنتاگونیست‌های گیرنده لکوترین (LTRAs) قرار می‌گیرد. عملکرد این دارو با مسدود کردن موادی در بدن طرح ریزی شده که علائم آسم و رینیت آلرژیک را تحریک می‌کنند. لکوترین‌ها یک نوع مواد شیمیایی هستند که به التهاب راه‌های تنفسی در زمان واکنش آلرژیک منجر می‌شوند. ایروکاست همچنین می‌تواند با جلوگیری از انقباض ریه‌ها علائم آسم را کاهش دهد. برخی اوقات مونته لوکاست برای افرادی که آسم ندارند، اما کهیر بلندمدت دارند هم تجویز می‌شود. 

## موارد مصرف
پروفیلاکسی و درمان طولانی مدت آسم، جلوگیری از اسپاسم برونش ناشی از ورزش، تسکین علائم رینیت آلرژیک

## مکانیسم اثر
مونته لوکاست با تمایل بالا و به‌طور انتخابی به گیرنده‌های LT۱ پیوند شده (بدون تأثیر روی گیرنده‌های مهم موجود در راه‌های هوایی شامل پروستانوئید و کولینرژیک و بتاآدرنرژیک) و اعمال فیزیولوژیک لکوترین D۴ و رسپتورهای CYSLT۱ را مهار می‌کند بدون اینکه اثر آگونیستی داشته باشند.

## عوارض جانبی
ائوزینوفیلی، سردرد، علائم آنفلوآنزا، اسهال، فارنژیت، تهوع، اوتیت، درد گوش، برونشیت، تشنگی، عطسه، کهیر، گرفتگی عضلانی، سرفه، راش جلدی، اذیت شدن سینه و تغییر در قاعدگی و دل درد شدید